# Ricardo Silva (treinador)
Ricardo Neto da Silva (Visconde de Rio Branco, 18 de dezembro de 1959) é um treinador e ex-futebolista brasileiro que atuava como atacante. Atualmente está sem clube.

## Carreira como jogador
Atuou em clubes como Botafogo, Fluminense de Feira, Portimonense, ABC, Leônico, Atlético Mineiro e Bahia.

## Carreira como auxiliar e treinador

### Vitória
Após se aposentar como jogador, tornou-se um auxiliar técnico. Ricardo chegou ao Vitória em 2008, seu primeiro clube nesta nova função, onde chegou a ser inclusive promovido a treinador por diversas vezes, principalmente nos dias seguintes às demissões dos técnicos efetivos.

#### 2010: Finalista da Copa do Brasil, campeão estadual e regional
Ainda no fim de 2009, seu segundo ano no rubro-negro como assistente, foi efetivado para comandar o elenco do Vitória pela primeira vez como treinador, no que viria a ser também o grande momento de sua carreira até hoje.
Diante de muita desconfiança e críticas, no Campeonato Baiano, foi campeão ao derrotar o rival Bahia na final, levando o Vitória ao seu segundo tetracampeonato consecutivo. Após uma excelente campanha, Ricardo também conseguiu chegar à final da Copa do Brasil, fato inédito em toda a história do clube. Em agosto, com a perda do título da Copa do Brasil para o badalado time do Santos, Ricardo e diretoria entraram num acordo para o mesmo retornar ao seu antigo cargo de auxiliar.
No entanto, com a demissão do então treinador Toninho Cecílio apenas um mês depois da saída de Ricardo, o mineiro reassumiu a equipe em setembro, deixando mais uma vez o comando também um mês depois para a chegada de Antônio Lopes. No segundo semestre, comandando o time "B" do clube, o treinador conquistou ainda o título do Campeonato do Nordeste, tornando o Vitória pentacampeão deste torneio e totalizando três finais e dois títulos no ano de 2010.

#### 2011 e 2012
Em maio de 2011, voltou a assumir temporariamente o time após a demissão de Antônio Lopes. Comandou o Vitória na partida de estreia da Série B, contra o Vila Nova-GO, e depois deu lugar a Geninho, contratado pelo clube.
No fim de julho, com a demissão de Geninho após uma sequência de maus resultados, Ricardo comandou a equipe na partida contra o Boa Esporte, antes da chegada de Vágner Benazzi.
Já no ano seguinte, no mês de abril, com a demissão de Toninho Cerezo da equipe baiana, Ricardo assumiu novamente o comando interinamente até que fosse anunciada a contratação de um novo treinador. Poucos semanas depois, Paulo César Carpegiani foi anunciado como o novo treinador do Vitória, e adotou um novo método de trabalho: ao invés de ficar à beira do gramado, comandava a equipe das tribunas dos estádios. Cabia agora a Ricardo Silva a posição deste auxiliar técnico no campo, enquanto recebia instruções de Carpegiani dos camarotes, via rádio. No fim de outubro, com a demissão de Carpegiani, Ricardo novamente retornou a comandar o elenco principal do Vitória por algumas partidas, até a chegada de PC Gusmão.

### Botafogo de Salvador
No início de 2013, firmada uma parceria entre o Vitória e o Botafogo-BA, Ricardo foi cedido ao clube numa espécie de empréstimo, visando a disputa do Campeonato Baiano. O Botafogo montou um elenco extremamente jovem, composto em sua maioria por jogadores abaixo dos 25 anos (alguns deles também emprestados pelo Vitória), e Ricardo obteve algum êxito neste trabalho, levando aquela jovem equipe à segunda fase do estadual.

### ASA
Após ser eliminado do Campeonato Baiano com o Botafogo, no dia 26 de abril Ricardo Silva fechou com o ASA para a disputa da Série B do Campeonato Brasileiro, além da Copa do Brasil.. retornou recentemente ao comando do ASA, onde durou apenas três partidas. 

### Galícia
Em fevereiro de 2014, foi contratado pelo Galícia, de Salvador, para comandar o time a partir da segunda fase do Campeonato Baiano.

### Jacuipense
Ainda no ano de 2014, foi contratado pelo Jacuipense, de Riachão do Jacuípe, para comandar o time na disputa da Série D do Campeonato Brasileiro. Conseguiu a classificação para a segunda fase com duas rodadas de antecedência após a vitória de virada sobre o Campinense. No dia 6 de novembro de 2014, Ricardo Silva foi demitido do Jacuipense. A direção do clube de Riachão do Jacuípe não confirmou, mas tudo indica que sua demissão foi por contenção de despesas.

### Serrano
No dia 8 de dezembro de 2014, praticamente um mês após sua demissão do Jacuipense, a diretoria do Serrano, clube do mesmo estado, acertou a contratação de Ricardo Silva, para a disputa do Campeonato Baiano de 2015. Porém, após apenas dois meses no cargo, no dia 18 de fevereiro de 2015, Ricardo Silva pediu demissão. Durante sua passagem, alcançou duas vitórias, um empate e quatro derrotas.

### Jacobina
No dia 25 de janeiro de 2017, foi anunciado o seu acerto com o Jacobina, visando a disputa da primeira divisão do Campeonato Baiano.

## Títulos
Vitória
- Campeonato Baiano: 2010
- Campeonato do Nordeste: 2010